# Крешимир III
Крешимир III (хорв. Krešimir III; умер в 1030) — король Хорватии из династии Трпимировичей в 1000—1030 годах. До 1020 года правил совместно с братом Гоиславом.

## Биография
Крешимир III был средним сыном короля Степана Држислава. После смерти Степана Држислава в 997 году началась междоусобица, средний и младший сыновья умершего короля Крешимир и Гоислав составили заговор против старшего сына, Светослава Суроньи, взошедшего на трон. Они обратились к болгарскому правителю Самуилу с просьбой о помощи. Самуил счёл обращение братьев удобным поводом для атаки на Хорватию и в 998 году начал наступление.
Военные действия были успешными для болгар, Самуил занял и разорил всю Южную Далмацию вплоть до Задара, включая крупные портовые города Трогир и Сплит, после чего вернулся через Боснию в Болгарию. Всю завоёванную территорию он передал под власть братьев Крешимира и Гоислава. В 1000 году используя болгарскую помощь братья свергли Светослава и стали соправителями страны под именами Крешимир III и Гоислав. Свергнутый король бежал в Венецию, которая вступила в конфликт на его стороне. Венецианский дож Пьетро II Орсеоло в том же 1000 году начал кампанию в Далмации против Крешимира и Гоислава. Венецианские войска взяли Задар, затем Трогир и Сплит, и, наконец, острова Корчула и Ластово; а также хорватскую столицу — Биоград-на-Мору.
Светославу это не слишком помогло, вернуть себе корону он не смог, а после смены власти в Венеции был вынужден бежать с семьёй в Венгрию, где вскоре и скончался. Дальнейшее правление Крешимира и Гоислава проходило под знаком конфликта с Венецией в бесплодных попытках вернуть Хорватии захваченное венецианцами далматинское побережье. Мир с Венецией был заключён при посредничестве императора Василия II. Далматинские города перешли под формальный контроль Византии, Крешимир и Гоислав, как вассалы Византии, стали их управителями де-юре. На деле постоянная борьба различных сил вокруг важных далматинских торговых городов, в первую очередь Задара, Трогира и Сплита, привела к формированию в этих городах собственной правящей аристократии и их де-факто независимости.
В 1020 году относительно спокойное течение событий было прервано. При неизвестных обстоятельствах король Крешимир убил своего брата и соправителя Гоислава. Это вызвало всеобщее недовольство в стране и вмешательство папского престола, лишившего братоубийцу титула короля. Только после того, как Крешимир поклялся в своей невиновности, титул ему был возвращён, однако его власть была существенно подорвана. Этим воспользовался в 1027 году Степан, сын свергнутого Светослава Суроньи. Он с территории Венгрии вторгся в Славонию и полностью захватил её. Славония с этого момента вплоть до 1074 года оставалась в составе Хорватии только формально, а фактически была отдельным княжеством под властью Светославичей.
Крешимир III скончался в 1030 году, ему наследовал его сын Степан.